# Xalatlaco, Veracruz
Xalatlaco är en ort i Mexiko.   Den ligger i kommunen Coscomatepec och delstaten Veracruz, i den sydöstra delen av landet, 220 km öster om huvudstaden Mexico City. Xalatlaco ligger 1 526 meter över havet och antalet invånare är 1 228.
Terrängen runt Xalatlaco är lite bergig, och sluttar österut. Runt Xalatlaco är det tätbefolkat, med 427 invånare per kvadratkilometer. Närmaste större samhälle är Heroica Coscomatepec de Bravo, 2,6 km norr om Xalatlaco. I omgivningarna runt Xalatlaco växer huvudsakligen savannskog.